# Franz Joseph Burgener

Franz Joseph Burgener

Franz Joseph Burgener (getauft am 16. Oktober 1697 in Visp; † 16. Januar 1767 in Visp) war Landeshauptmann des Wallis.
1717 wurde er Kastlan des Zenden Visp und Walliser Landratsabgeordneter, 1727 bis 1729 war er Landvogt von Monthey, ab 1731 Kommandant der Oberwalliser Milizen und 1742 bis 1761 Landeshauptmann.